# Grupno prvenstvo Splitskog nogometnog podsaveza 1957./58.
Grupno prvenstvo Splitskog nogometnog podsaveza je u sezoni 1957./58. predstavljalo ligu četvrtog ranga nogometmog prvenstva Jugoslavije. 

## II. grupa

### Ljestvica
| mj. | klub             | ut. | pob. | ner. | por. | gol+ | gol- | bod |
| --- | ---------------- | --- | ---- | ---- | ---- | ---- | ---- | --- |
| 1.  | Dinara Knin      | 10  | 7    | 3    | 0    | 36   | 7    | 17  |
| 2.  | Radnički Šibenik | 10  | 4    | 4    | 2    | 24   | 18   | 12  |
| 3.  | DOŠK Drniš       | 10  | 3    | 3    | 4    | 14   | 19   | 9   |
| 4.  | SOŠK Skradin     | 10  | 4    | 1    | 5    | 19   | 29   | 9   |
| 5.  | Prvoborac Vodice | 10  | 3    | 3    | 4    | 20   | 32   | 9   |
| 6.  | TVK Knin         | 10  | 2    | 0    | 8    | 18   | 29   | 4   |

### Rezultatska križaljka
| kratica | klub             | DIN | DOŠK | PRV | RAD | SOŠK | TVK |
| --- | ---------------- | --- | ---- | --- | --- | ---- | --- |
| DIN | Dinara Knin      |     |      |     |     |      |     |
| DOŠK | DOŠK Drniš       |     |      |     |     |      |     |
| PRV | Prvoborac Vodice |     |      |     |     |      |     |
| RAD | Radnički Šibenik |     |      |     |     |      |     |
| SOŠK | SOŠK Skradin     |     |      |     |     |      |     |
| TVK | TVK Knin         |     |      |     |     |      |     |
| |                  |     |      |     |     |      |     |
| podebljan rezultat - utakmice od 1. do 5. kola (1. utakmica između klubova) rezultat normalne debljine - utakmice od 6. do 10. kola (2. utakmica između klubova) rezultat nakošen - nije vidljiv redoslijed odigravanja međusobnih utakmica iz dostupnih izvora rezultat nakošen i smanjen * - iz dostupnih izvora nije uočljiv domaćin susreta prekrižen rezultat - poništena ili brisana utakmica p - utakmica prekinuta 3:0 p.f. / 0:3 p.f. - rezultat 3:0 bez borbe |                  |     |      |     |     |      |     |

 Izvori: 

## V. grupa

### Ljestvica
| mj. | klub               | ut. | pob. | ner. | por. | gol+ | gol- | GR  | bod |
| --- | ------------------ | --- | ---- | ---- | ---- | ---- | ---- | --- | --- |
| 1.  | Tekstilac Sinj     | :   | :    | :    | :    | :    | :    | :   | :   |
| 2.  | Šator Glamoč       | :   | :    | :    | :    | :    | :    | :   | :   |
| 3.  | Borac Glavice      | :   | :    | :    | :    | :    | :    | :   | :   |
| 4.  | Proleter Dugopolje | 6   | 0    | 0    | 6    | 7    | 40   | -33 | 0   |

- "Šator" – klub iz Bosne i Hercegovine

### Rezultatska križaljka
| kratica | klub               | BOR | PRO | ŠAT | TEK |
| --- | ------------------ | --- | --- | --- | --- |
| BOR | Borac Glavice      |     |     |     |     |
| PRO | Proleter Dugopolje |     |     |     |     |
| ŠAT | Šator Glamoč       |     |     |     |     |
| TEK | Tekstilac Sinj     |     |     |     |     |
| |                    |     |     |     |     |
| podebljan rezultat - utakmice od 1. do 3. kola (1. utakmica između klubova) rezultat normalne debljine - utakmice od 4. do 6. kola (2. utakmica između klubova) rezultat nakošen - nije vidljiv redoslijed odigravanja međusobnih utakmica iz dostupnih izvora rezultat nakošen i smanjen * - iz dostupnih izvora nije uočljiv domaćin susreta prekrižen rezultat - poništena ili brisana utakmica p - utakmica prekinuta 3:0 p.f. / 0:3 p.f. - rezultat 3:0 bez borbe |                    |     |     |     |     |

 Izvori: 